# Henderson (eiland)
Henderson is een onbewoond door platentektoniek opgerezen opgeheven atol binnen de Pitcairneilanden, de enige Britse kolonie in de Stille Zuidzee. Het eiland is 9,6 km lang en 5,1 km breed en heeft daarmee een oppervlakte van 36 km², waarmee het het grootste is van de Pitcairneilanden. Het eiland ligt op 168 km afstand van het hoofdeiland Pitcairn. De inwoners van Pitcairn komen slechts tweemaal per jaar op Henderson, voornamelijk om er mirohout (Thespesia populnea), tauhout en sandelhout te halen, waar ze curiosa van maken voor toeristen op Pitcairn.

## Geschiedenis
Uit archeologische ontdekkingen blijkt dat het eiland, tussen ongeveer 1250 en 1425 waarschijnlijk is bewoond door Polynesiërs. Het eiland is zeer onherbergzaam, wat er op wijst dat het om een kleine groep moet zijn gegaan. Hoe het komt dat deze groep is verdwenen is nog niet aangetoond, maar waarschijnlijk was de groep voor veel zaken afhankelijk van het eiland Pitcairn, dat op zijn beurt weer afhankelijk was van het eiland Mangareva (nu Gambiereilanden, Frans-Polynesië). Toen de beschaving op Mangareva in verval raakte, raakten Pitcairn en daardoor Henderson waarschijnlijk ook in verval.
Henderson werd op 29 januari 1606 voor het eerst gezien door de Portugese navigator Pedro Fernández de Quiros, die het San Juan Bautista noemde. Op 17 januari 1819 werd het eiland gezien door het Britse OIC handelsschip HMS Hercules. Nu werd het eiland vernoemd naar kapitein James Henderson van de Hercules. Niet veel later werd het eiland door kapitein Henry King van de Britse walvisvaarder Elizabeth ontdekt en naar het schip genoemd. Toen de eerste Pitcairners er in 1851 voor het eerst aan land gingen was het eiland nog steeds bekend als Elizabeth Eiland. Later werd het eiland weer omgedoopt tot Henderson.
In 1820 leed de walvisvaarder Essex uit Nantucket schipbreuk door een aanvaring met een walvis in de buurt van de Marquesaseilanden (onderdeel van Frans-Polynesië). Het schip zonk en de overlevenden voeren per roeiboot naar Henderson. Hier aangekomen bemerkten ze echter dat het eiland niet leefbaar was. Besloten werd om door te varen richting Zuid-Amerika, met achterlating van drie man op het eiland. Na 7000 kilometer te hebben geroeid, werden ze uiteindelijk gered. De drie achtergelaten schipbreukelingen werden, na meer dan 100 dagen te hebben overleefd op het eiland, gered door het Britse schip de Surrey. Een van de bemanningsleden van de Essex, Owen Chase, beschreef de hele gebeurtenis in zijn dagboek. Dit dagboek is later de basis geworden van de roman Moby Dick van Herman Melville.
De schipbreukelingen van de Essex troffen op Henderson 6-8 skeletten aan in een grot. Ook in 1851 werden skeletten gevonden. In 1958 werden door Pitcairners opnieuw twee skeletten gevonden. Pas in 1992 worden de skeletten goed onderzocht, waarbij werd vastgesteld dat ze 'prehistorisch' zijn.
Rond het einde van de 18e, begin 19e eeuw werden verscheidene pogingen ondernomen om fosfaat te winnen op het eiland. Dit bleek echter al snel te onrendabel.
In 1902 werd het eiland samen met Ducie en Oeno op bevel van de Britse consul van Tahiti geannexeerd en toegevoegd aan de Britse kroonkolonie de Pitcairneilanden toen er een missionarisschip naar Pitcairn voer en ook deze eilanden aandeed.
In 1957 leefde er een man twee maanden op het eiland, vergezeld door een chimpansee, voordat hij werd gered door Pitcairnezen. Hij deed dit waarschijnlijk om er aandacht door te krijgen.
In het begin van de jaren '80 werd door de Amerikaanse miljonair Smiley Ratcliff geprobeerd het eiland te kopen om er een landingsbaan aan te leggen en een boerderij en een nederzetting te bouwen. Dit werd in 1983 echter verboden door de Britse overheid, mede omdat natuurbeschermers hier bezwaar tegen maakten.

## Geologie
Henderson is een opgeheven atol, ook wel makatea genoemd. Oorspronkelijk was het een atol, met een aantal koraaleilandjes rond een ingezakte vulkaan. Door latere vulkanische activiteit, waarbij ook onder andere het eiland Pitcairn werd gevormd, werd de aardkorst onder Henderson vervormd, waardoor het atol hoger boven de zeespiegel kwam te liggen. Hierdoor ontstond een tafelbergplateau. Dit plateau bestaat uit poreuze kalksteen uit het late Tertiair en is sterk verkarst (veel kalksteen aan de oppervlakte is opgelost door water). Door deze verkarsting en de vele scherpe verweerde koraalpunten is het bijna onmogelijk om de binnenlanden van het eiland te bereiken. Na de vorming van het plateau, ontstond in - bodemhistorisch gezien - zeer korte tijd een nieuw koraalrif om het eiland. Verhoogde atollen komen slechts zelden voor. Bij Henderson is dit gebeurd door de toevallige aanwezigheid van twee mantel-hot-spots in de buurt van het eiland.
Er is bijna geen zoet water op het eiland. Van de twee bronnen die er zijn aangetroffen, bevindt zich één aan de noordkust van het eiland. Deze bron, die opwelt uit het grondwater, ligt bovendien onder de zeespiegel en is alleen te gebruiken bij laagwater.

## Flora en fauna
Het eiland is een natuurreservaat en werd in 1988 door de UNESCO uitgeroepen tot Werelderfgoed, vanwege de bijna ongereptheid van zijn inheemse vogels en planten. Het eiland wordt beschouwd als 's werelds best bewaarde voorbeeld van een ecosysteem van een verhoogd koraaleiland.
De biodiversiteit van het eiland en het koraalrif is door de afgelegen ligging relatief gering, maar wel van een hoge natuurbehoudswaarde. Het eiland heeft vier landvogels, die allen endemisch zijn. Ook tien van de 51 hogere planten komen alleen op Henderson voor.

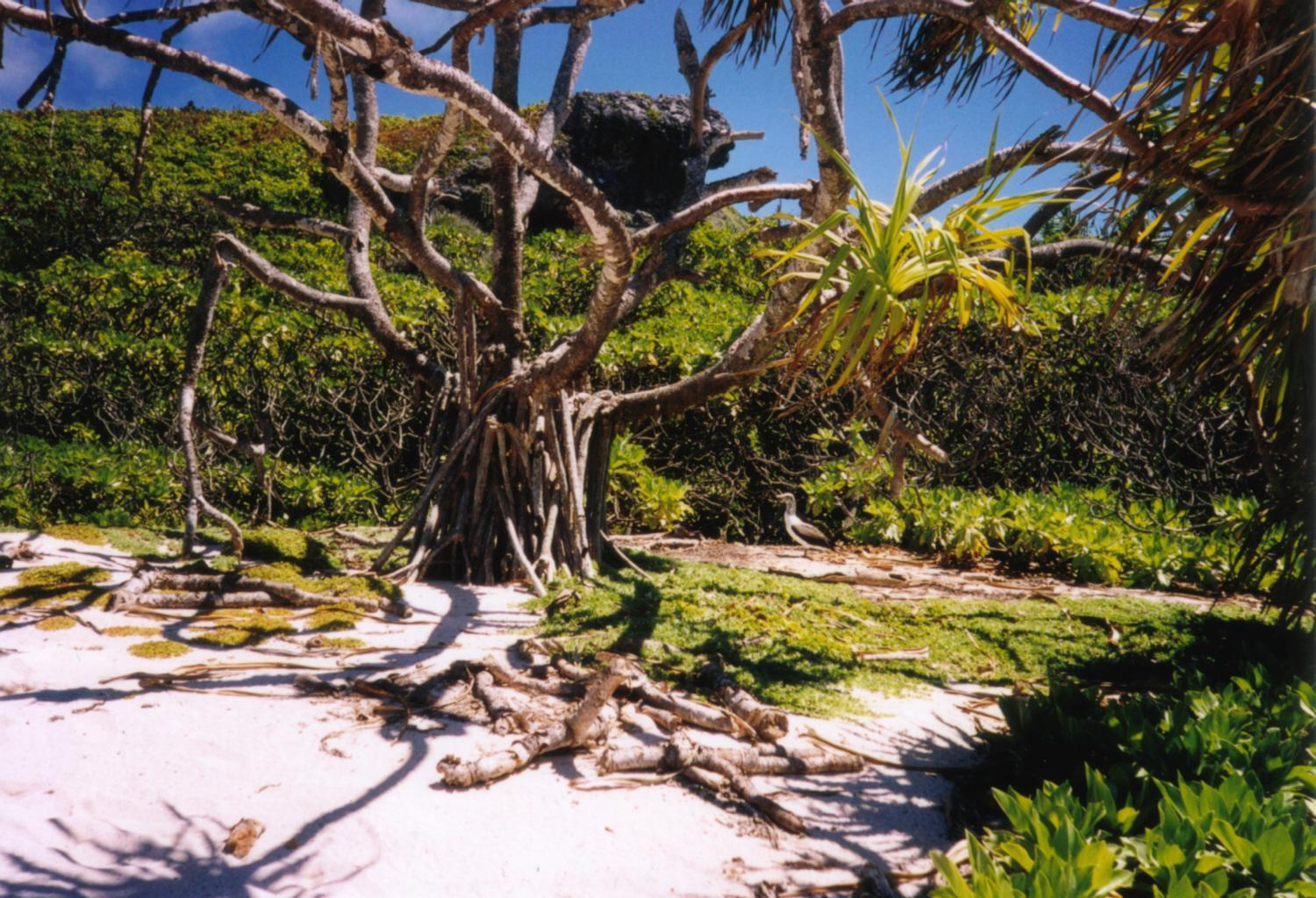
Een pandanusboom op het strand van Henderson met op de achtergrond het dichtbegroeide binnenland

Het eiland bestaat uit een strand dat op sommige plaatsen overgroeid is met kokospalmen en pandanusbomen met daarachter een tot 30 meter omhoog rijzend plateau van verkarste poreuze kalksteen, dat begroeid is met lage planten en bijna ondoordringbaar is. Deze begroeiing wordt gedomineerd door de kleinblijvende boom mesoluma st.-johnianum, die verwant is aan de amarillo. Inheemse planten zijn bijvoorbeeld santalum insulare hendersonensis, een halfkruipende heester behorende tot de sandelhoutachtigen en oeperomia hendersonensis, behorende tot de peperachtigen epilitische (op steenachtige bodem groeiende) plant.
Het eiland heeft geen inheemse zoogdieren. Wel leeft de (ooit via schepen meegelifte) Polynesische rat (rattus exulans) op het eiland. Deze is verantwoordelijk voor de achteruitgang of het uitsterven van verscheidene vogelsoorten op het eiland. In 2011 werd daarom een uitroeiingscampage opgezet. Deze bleek echter onsuccesvol, waardoor nu een tweede poging wordt overwogen.
De groene zeeschildpad legt haar eieren op de stranden van het eiland. Deze eieren worden soms meegenomen door de bewoners van Pitcairn.